# У Усамы бен Ладена вонючие штаны
У Усамы бен Ладена вонючие штаны (англ. Osama Bin Laden Has Farty Pants) — эпизод 509 (№ 74) сериала «Южный Парк» на Comedy Central, премьера которого состоялась 7 ноября 2001 года. Это первый эпизод шоу, вышедший в эфир после событий 11 сентября 2001 года и американского вторжения в Афганистан. В нём упоминается о втором событии, и только мимоходом о первом; однако, патриотичная концовка эпизода свидетельствует, что эпизод является своего рода обращением к зрителям по следам произошедшей трагедии.

## Сюжет
Саут-Парк изменился после событий 11 сентября 2001 года. Все боятся террористов и носят противогазы из-за атаки сибирской язвой. Шерон Марш просто лежит на диване весь день и смотрит CNN уже в течение «приблизительно восемь недель». В школе дети собирают по одному доллару в ответ на просьбу президента Буша о милосердии к Афганистану. Стэн, Кайл, Картман и Кенни также сдают по доллару и отправляют их четырём афганским ребятам, которые, как оказывается, очень сильно похожи на них, за исключением того, что они афганцы и говорят между собой по-персидски (у «двойника» Кенни даже есть повязка на лице, скрывающая всё, кроме глаз). В ответ на это афганские ребята присылают им козла.
Ребята понимают, что не могут оставить козла у себя, и пытаются отправить его обратно. Но в это время в Афганистан летают только военные самолёты, и единственный способ переслать козла — спрятать его на борту военного самолёта. Для этого дети пробираются на ближайшую военную базу. К их радости, охранники принимают козла за вокалистку группы Fleetwood Mac Стиви Никс, которая должна приехать на шоу Объединенной Организации Обслуживания (USO), и пропускают их. Но ребят случайно заталкивают в самолёт, и они улетают в Афганистан вместе с козлом.
Прибыв на место назначения, ребята разыскивают своих афганских «двойников», но те отказываются забрать козла обратно. Кроме того, они вступают в спор по поводу Америки (ребята предполагали, что большинство афганцев любят Америку, но их афганские «двойники» говорят им, что это не так). После встречи ребята пытаются улететь домой, но их захватывают террористы и отводят в секретное расположение Усамы бен Ладена. Бен Ладен, изображенный полным идиотом, делает видеозапись, в которой ребята предстают его заложниками. При просмотре этой записи американские военные опять принимают козла (находящегося с ребятами) за Стиви Никс. Афганские ребята, узнав о том, что их американские «двойники» находятся в заложниках, спешат им на выручку и спасают их, несмотря на возникшие между ними ранее разногласия. Однако Картман решает победить бен Ладена своим остроумием.
Американская армия штурмует пещеру бен Ладена, чтобы спасти «Стиви Никс». В это время ребята выбегают из пещеры, и Кенни вместе с его афганским «двойником» погибают от сброшенной бомбы, а ребята заводят очередной спор. Картман обманывает бен Ладена, заставляя его переодеться Дядей Сэмом. Группа террористов окружает бен Ладена и пытается его убить. Тот погибает от взрыва динамитной шашки, которую Картман дал ему вместо микрофона; затем американский солдат добивает бен Ладена выстрелом из пистолета в голову. Талибан свергнут, ребята прощаются со своими афганскими «двойниками», которые, несмотря ни на что, всё равно их ненавидят. Стэн отвечает: «Что ж… Может быть, когда-нибудь мы тоже научимся вас ненавидеть…»
Американцы празднуют победу на шоу группы Fleetwood Mac, выступающей с козлом вместо Стиви Никс. Прежде чем улететь, Стэн втыкает маленький американский флажок в землю. Кайл говорит ему: «Чувак, я думал, что афганские ребята почти уговорили тебя возненавидеть Америку». На что Стэн отвечает: «Нет, чувак! Конечно, у Америки может быть много проблем, но это наш дом, это наша родина, наша команда. Если ты не поддерживаешь свою команду, пошёл к чёрту со стадиона!». В самом конце Стэн и Кайл салютуют американскому флагу, и говорят «Вперёд, Америка», а затем «Вперёд, Американские Бизоны» (англ. Go Broncos).

## Смерть Кенни
- Когда Кенни и его афганский «двойник» погибают, афганские ребята восклицают: «Ya Allah! Koshtaen Keyvano! Tol dayoos!», что переводится как «О Аллах! Они убили Кейвана! Сволочи!» Кейван — персидско-афганское имя. Кроме того, когда американские солдаты узнают о том, что террористы захватили «Стиви Никс» они говорят: «Они захватили Стиви Никс! Сволочи! Безжалостные сволочи!»

## Пародии
- Эпизоды с «общением» Картмана и бен Ладена пародируют стиль мультфильмов про Багза Банни и Вуди Вудпекера.
- Комментируя эту серию, Мэтт Стоун заявил, что он ненавидит Стиви Никс и этим объясняется история с козлом. В серии звучит не реальная песня Fleetwood Mac, а пародия; реальная песня не была использована из-за проблем с авторским правом, хотя у Стоуна и Паркера были мысли о её использовании[1].
- Усама бен Ладен говорит: «Террористы — самые сумасшедшие люди!». Эта сюжетная линия базируется на короткометражном мультфильме 1944 года «Русская рапсодия» («Russian Rhapsody») кинокомпании «Warner Bros.», режиссёра Роберта Клампетта (англ. Robert Clampett). В нём Гитлер собирается атаковать Россию, а гремлины пытаются его остановить. В конце фильма Гитлер говорит что-то наподобие «Nazis are de cwaziest people»[2].
- Поведение бен Ладена в эпизоде с верблюдом пародирует поведение волка из мультипликации Текса Эйвери «Горячая Красная Шапочка».

## Факты
- Усама Бен Ладен был лидером Аль-Каиды, а не Талибана, хотя и поддерживал с ним союзнические отношения.
- Все афганские персонажи говорят между собой на персидском языке. Они говорят бегло и без акцента, что не характерно для комедийного шоу. В Афганистане дари, диалект персидского языка, является, наряду с пушту, одним из официальных языков Афганистана.
- Несмотря на то, что Усаму бен Ладена убивают, он появляется позже в эпизодах «Сумасшедшие калеки», «Мультипликационные войны, часть I», «Мультипликационные войны, часть II», «Это фишка Джерси», причём в последнем эпизоде его убивают повторно.
- Одно время рабочее название серии было «У Усамы бен Ладена крошечный пенис» («Osama Bin Laden Has a Tiny Penis»). Это утверждение проиллюстрировано в серии. Аналогичный недостаток как причина тиранских наклонностей встречается в фильме «Мужчина по вызову» (1999).
- В эпизоде ребята говорят, что Афганистан «похож на Восточный Денвер» (Денвер-административный центр штата Колорадо, в котором находится Саус-Парк). Восточная часть Денвера называется Аврора (Aurora). Её обычно называют «Саудовская Аврора» («Saudi Aurora») из-за этнического многообразия (игра слов c «Саудовская Аравия»)[2].
- Комната, из которой вещают CNN, напоминает штаб Тайнакорпа из предыдущей серии.
- В этой серии Картман в очередной раз появляется в платье. Под его весом одногорбый верблюд оказывается двугорбым.
- Войсками командует генерал, которого мы также видим в полнометражном мультфильме.
- В начале серии, на остановке, у всех баллон противогаза справа, а у Картмана — слева. При этом в сцене досмотра у автобуса — на противогазе Картмана вообще 2 баллона.